# ヒルズデール (ミシガン州)

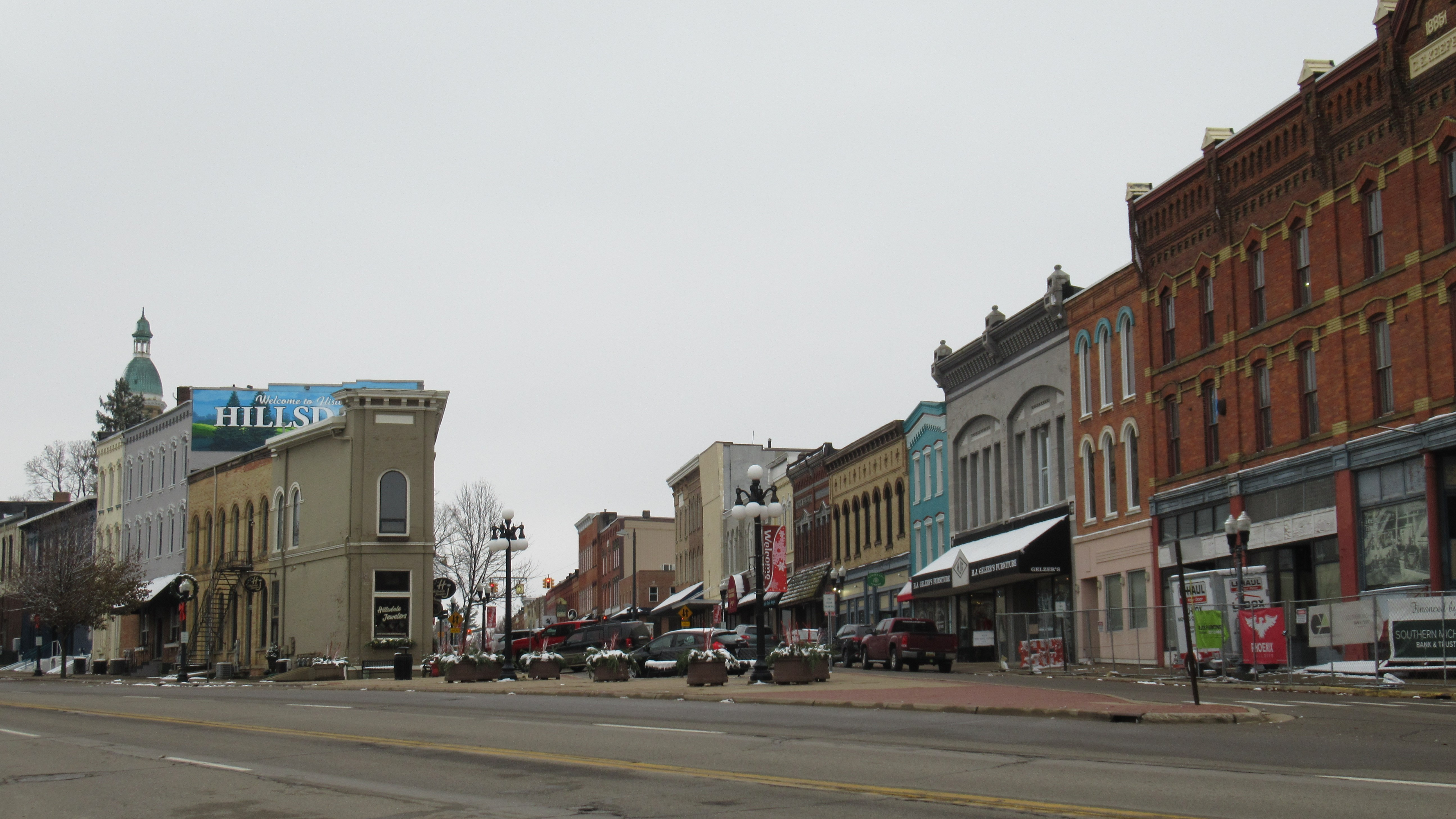
ダウンタウン

ヒルズデール（Hillsdale）は、アメリカ合衆国ミシガン州の都市。ヒルズデール郡の郡庁所在地である。人口は8,036人（2020年）。シティー・マネージャー制によって運営されている。ヒルズデール郡区の中に存在するが、政治的に独立している。

## 歴史
2005年11月8日に18歳の高校生マイケル・セッションズが市長に当選した。記録がはっきりと残っていないため正確にはわからないが、世界的に見ても最年少の市長の1人であると受け取られている。

## 地理

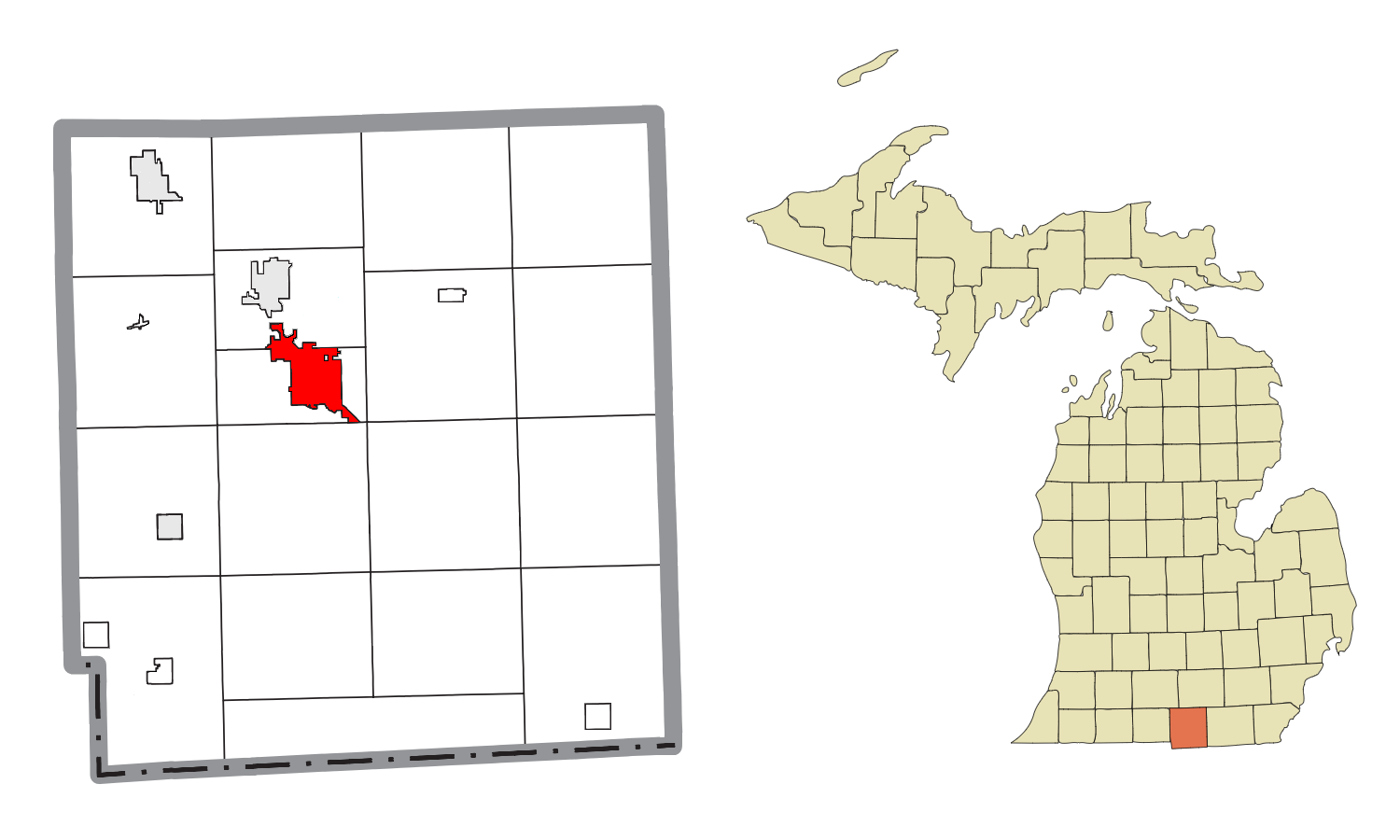
ヒルズデール郡内の位置

アメリカ合衆国統計局によると、この都市は総面積14.4 km2 (5.6 mi2) である。このうち13.8 km2 (5.3 mi2) が陸地で0.6 km2 (0.2 mi2) が水地域である。総面積の4.32%が水地域となっている。 

## 人口動勢
2000年国勢調査で、この都市は人口8,233人、世帯数は3,067世帯、家族数は1,781家族である。人口密度は597.5/km2 (1,548.2/mi2) である。237.6/km2 (615.7/mi2) の平均的な密度に3,274軒の住宅が建っている。この都市の人種的な構成は白人96.53%、アフリカン・アメリカン0.69%、先住民0.50%、アジア0.83%、太平洋諸島系0.01%、その他の人種0.49%、及び混血1.06%である。ここの人口の1.53%はヒスパニックまたはラテン系である。
この都市内の住民は22.5%が18歳未満の未成年、18歳以上24歳以下が21.3%、25歳以上44歳以下が24.7%、45歳以上64歳以下が17.4%、及び65歳以上が14.1%にわたっている。中央値年齢は30歳である。女性100人ごとに対して男性は87.6人である。18歳以上の女性100人ごとに対して男性は83.7人である。
この都市内の世帯ごとの平均的な収入は34,695米ドルであり、家族ごとの平均的な収入は42,649米ドルである。男性は32,573米ドルに対して女性は22,707米ドルの平均的な収入がある。この都市の一人当たりの収入 (per capita income) は16,062米ドルである。人口の10.3%及び家族の5.5%は貧困線以下である。全人口のうち18歳未満の10.1%及び65歳以上の15.7%は貧困線以下の生活を送っている。

## 名所等

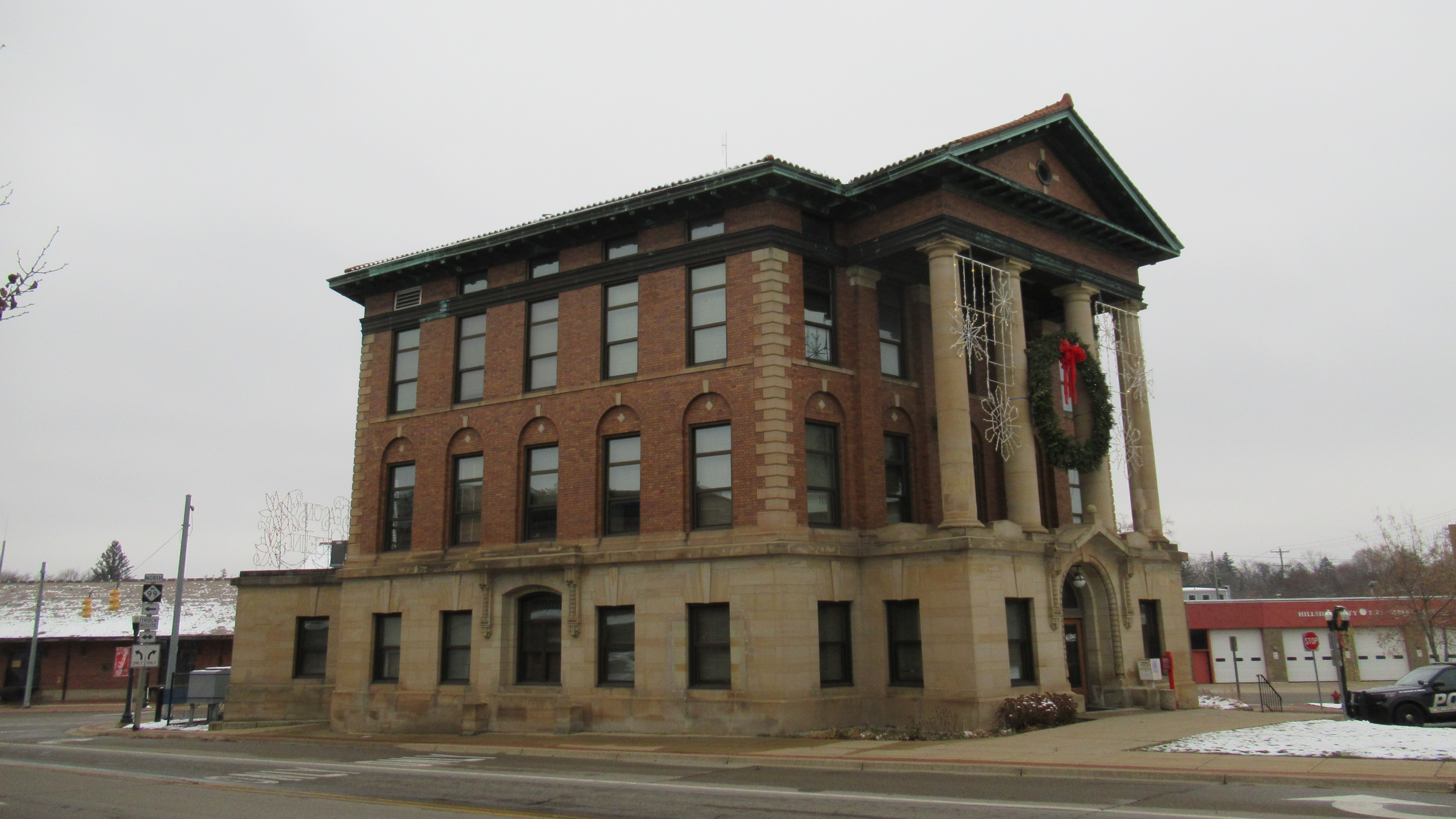
市役所

- ヒルズデール・カレッジ（en:Hillsdale College）
- スレートン植物園（en:Slayton Arboretum）

### 公式
- City of Hillsdale（英語版）
- Hillsdale County Chamber of Commerce（英語版）
- Hillsdale Community Library（英語版）

### メディア
- The Hillsdale Daily News（英語版）